# 1X1=1 (To Be One)
1X1=1 (To Be One) (cách điệu: 1X1=1 (TO BE ONE)) là mini-album đầu tiên cho sự ra mắt của nhóm nhạc nam Hàn Quốc Wanna One. Album được phát hành vào ngày 7 tháng 8 năm 2017 bởi YMC Entertainment và được phân phối bởi Stone Music Entertainment. Phiên bản tiếng Nhật của album đã được phát hành vào ngày 27 tháng 9 năm 2017 thông qua nhãn hiệu Pony Canyon.

## Bối cảnh
Vào ngày 16 tháng 6 năm 2017, những người chiến thắng cuối cùng trong chương trình Produce 101 Mùa 2 đã được tiết lộ và nhóm lập tức chuẩn bị cho buổi ra mắt của họ, họ đã thu âm lại ca khúc "It's Me (Pick Me)", "Always" và cũng là lần đầu tiên họ phát hành ca khúc cuối cùng dành cho 20 thí sinh dẫn đầu.
Ngoài ra, còn có thêm 4 ca khúc mới trong album. Trong số bài hát mới, "Energetic" được sản xuất bởi HUI của nhóm nhạc Pentagon, và cũng đồng sáng tác ca khúc "Never", và "Burn It Up" được xem xét làm ca khúc chủ đề và công khai bình chọn để quyết định sẽ sử dụng ca khúc nào làm chủ đề. Trong suốt tập đầu tiên của chương trình thực tế dành riêng cho nhóm, Wanna One Go!, họ đã tiết lộ "Energetic" giành chiến thắng trong phần bình chọn và trở thành ca khúc chủ đề của album.

## Quảng bá
Vào ngày 5 tháng 7, YMC Entertainment công bố rằng nhóm sẽ tổ chức buổi ra mắt và trình diễn nhỏ vào ngày 7 tháng 8 tại Gocheok Sky Dome.

## Biểu diễn thương mại
Album đã đạt 600.000 bản đặt trước cho đến khi phát hành.
Khi phát hành, To Be One càn quét các bảng xếp hạng địa phương và đứng vị trí đầu tiên trên bảng xếp hạng album của iTunes trên 11 quốc gia. Nó còng giữ vị trí thứ 30 trong bảng xếp hạng album iTunes Mỹ. Ca khúc chủ đề, Energetic xếp hạng nhất tại bảy bảng xếp hạng địa phương và khác ca khúc khác cũng nằm trong vị trí top 10.

## Danh sách ca khúc
| Tải nhạc xuống | Tải nhạc xuống                           | Tải nhạc xuống    | Tải nhạc xuống        | Tải nhạc xuống | Tải nhạc xuống |
| STT            | Nhan đề                                  | Phổ lời           | Phổ nhạc              | Điều phối      | Thời lượng     |
| -------------- | ---------------------------------------- | ----------------- | --------------------- | -------------- | -------------- |
| 1.             | "To Be One" (Intro)                      | Galactika         | Galactika             | Galactika      | 01:06          |
| 2.             | "활할 (Burn It Up)" (Hwalhwal)           | Min Yeon-Jae LIØN | Diggy LIØN GRVVITY    | GRVVITY Diggy  | 03:34          |
| 3.             | "에너제틱 (Energetic)" (eneojetik)       | (PENTAGON)        | Flow Blow Hui         | Flow Blow      | 03:09          |
| 4.             | "Wanna Be (My baby)"                     | 1Take TAK         | 1Take TAK             | 1Take TAK      | 03:21          |
| 5.             | "이 자리에 (Always) " (Acoustic version) | Real Men Wooki    | Real Men Paper Planet | Real Men       | 04:21          |

| To Be One – Bản đĩa cứng | To Be One – Bản đĩa cứng      | To Be One – Bản đĩa cứng        | To Be One – Bản đĩa cứng                                                                      | To Be One – Bản đĩa cứng  | To Be One – Bản đĩa cứng |
| STT                      | Nhan đề                       | Phổ lời                         | Phổ nhạc                                                                                      | Arrangement               | Thời lượng               |
| ------------------------ | ----------------------------- | ------------------------------- | --------------------------------------------------------------------------------------------- | ------------------------- | ------------------------ |
| 6.                       | "나야 나 (PICK ME)" (Naya Na) | Produce 101                     | Ryan S. Jhun Emile Ghantous Keith Hetrick Appu Krishan Cheryline Lim Jason Jones Zaydro RHeaT | Ryan S. Jhun Zaydro RHeaT | 4:07                     |
| 7.                       | "NEVER"                       | Hui E'Dawn Wooseok ( PENTAGON ) | Hui Flow Blow                                                                                 | Flow Blow                 | 3:16                     |

## Bảng xếp hạng
| Bảng xếp hạng (2017)           | Vị trí cao nhất |
| ------------------------------ | --------------- |
| Album Hàn Quốc (Circle)        | 1               |
| Album Nhật Bản (Oricon)        | 12              |
| Album Hoa Kỳ World (Billboard) | 3               |